# Francisco Javier Rodríguez Pinedo
Francisco Javier Rodríguez (20 d'octubre de 1981) és un exfutbolista mexicà.

## Selecció de Mèxic
Va formar part de l'equip mexicà a la Copa del Món de 2006.